# 八戸市立根岸小学校
八戸市立根岸小学校（はちのへしりつ ねぎししょうがっこう）は、青森県八戸市日計5丁目にある公立小学校。

## 概要
- 本校は、下長小学校八太郎分教場から独立して開校した。
- 主な進学先は、北稜中学校。

## 沿革
- 1948年（昭和23年）
  - 9月10日 - 平屋建ての校舎完成（5教室・3学級）。
  - 12月1日 - 開校。
- 1953年（昭和28年）9月5日 - 校章制定。
- 1956年（昭和31年）
  - 6月 - 日計官舎を学区に編入。
  - 12月5日 - アメリカンスクールの建物を借用し、仮校舎とする
- 1958年（昭和33年）8月30日 - 校歌・校旗制定。
- 1960年（昭和35年）4月1日 - 木造の新校舎完成。
- 1961年（昭和36年）1月6日 - 増築6教室完成し、仮校舎を返還。
- 1962年（昭和37年）
  - 9月3日 - 体育館完成。
  - 12月1日 - 創立10周年記念式典挙行。
  - 12月19日 - 国旗掲揚塔設置。
- 1968年（昭和43年）
  - 5月16日 - 9時48分頃に発生した十勝沖地震により、校舎が被災する。
  - 5月23日 - 桔梗野小学校で、2部授業実施。
  - 9月30日 - プール完成。
- 1970年（昭和45年）
  - 2月14日 - 鉄筋防音校舎完成。
  - 3月28日 - 新校舎落成記念式挙行。
- 1971年（昭和46年）10月 - 校地整地（土もり）バックネット完成。
- 1973年（昭和48年）
  - 3月20日 - 6教室増築完成。
  - 4月21日 - 創立25周年記念と校舎増築記念の両式典挙行。
- 1974年（昭和49年）5月 - 校庭整地（拡張・土もり）。
- 1979年（昭和54年）
  - 3月31日 - 増築校舎と新しい校門が完成。
  - 5月1日 - 校庭土盛・国旗掲揚塔・バックネットを移設。プレハブ全面撤去、校舎北側斜面造成。
  - 9月29日 - 創立30周年記念と校舎増築落成記念の両式典挙行。
- 1982年（昭和57年）
  - 7月31日 - 旧体育館解体工事完了。プール用更衣室・トイレ新設。
  - 12月16日 - 体育館完成。
- 1983年（昭和58年）3月4日 - 体育館落成記念式典挙行。
- 1984年（昭和59年）10月13日 - やきもの小屋祓修式。
- 1988年（昭和63年）
  - 5月18日 - 校庭に防風ネット設置。
  - 12月1日 - 創立40周年記念児童集会開催。
- 1990年（平成2年）
  - 4月 - 根岸第2小学校（仮称）分離が採択される。
  - 11月20日 - 観察池新設。
- 1992年（平成4年）2月20日 - 根岸小・日計ヶ丘小分離式典（お別れの会）挙行。
- 1993年（平成5年）4月1日 - 学区の一部を分離し、日計ヶ丘小学校開校。
- 1994年（平成6年）12月28日 - 21時19分頃に発生した三陸はるか沖地震で、建物のつなぎ目に大きな亀裂が生じるなど[1]校舎が被災。
- 1996年（平成8年）4月1日 - プレハブ校舎に移転。
- 1997年（平成9年）
  - 4月1日 - 新校舎完成。
  - 10月30日 - 創立50周年記念と校舎改築落成記念の両式典挙行。
- 2000年（平成12年）1月13日 - 第一昇降口（東玄関）に下足箱設置。
- 2002年（平成14年）1月17日 - 旧校舎の下水道切替工事。
- 2008年（平成20年）
  - 4月1日 - AED設置。
  - 10月17日 - プール更衣室外壁材交換。
  - 10月30日 - 創立60周年記念式典挙行。
- 2009年（平成21年）
  - 4月1日 - 特別支援学級「すぎのこ」開設。
  - 9月19日 - 新校舎雪止め設置工事。
  - 12月24日 - グランド側溝工事終了。
- 2011年（平成23年）
  - 3月11日 - 14時46分頃に発生した東日本大震災（東北地方太平洋沖地震）により、校舎の一部に被害が出た。
  - 4月17日 - 土俵屋根の柱を交換。
- 2012年（平成24年）4月1日 - 通級指導教室（ことばの教室）開設。
- 2013年（平成25年）
  - 2月22日 - 旧校舎防音機能復旧建築工事完了。旧校舎教室にFFストーブ設置。
  - 4月1日 - 特別支援学級「すぎのこ学級2」開設。
- 2014年（平成26年）4月1日 - 特別支援学級「おおぞら学級」（知的）開設。
- 2015年（平成27年）3月4日 - 東玄関に防犯監視カメラ設置。
- 2023年（令和5年）4月1日 - 日計ヶ丘小学校を統合[2]。

## 学区
出典
- 日計
- 日計団地
- 八太郎
- 高州町
- 下長7丁目（4番～9番）
- 下長8丁目（全域）
  - 下長地区は、通称「洲先」と言われる地区。
- 2023年（令和5年）4月からは、日計ヶ丘小学校の学区（日計ケ丘・陸上自衛隊官舎・海上自衛隊官舎・海上自衛隊営内）も含まれる。

## アクセス
- JR八戸線本八戸駅から、八戸市営バス「C5」・「F1」・「S30」の各系統で、「根岸小学校前」バス停下車後、徒歩約310m・約5分。
- 南部バス（岩手県北自動車南部支社）「お買物ライナー」で、「根岸小学校前」バス停下車後、徒歩約310m・約5分。

## 周辺
- 社会福祉法人恵友会認定こども園根岸保育園 - 進学前保育園のひとつ。
- 日月神社